# 事工
事工是指基督教會的成員執行教會所任命的工作。部份的事工是針對教會內部的會友，其他的事工則是針對大眾而預備的。參與事工，以基督徒的生命去幫助別人，是聖經之中所記載的使命之一。
依事工的動機分為福音事工與宣教事工，福音事工的動機是基督徒直接向人傳播基督教。而宣教事工並不直接傳播基督教，是藉著所從事的服務工作（例如馬偕醫院的醫療宣教)，以達到傳播基督教的目的。

## 福音事工

### 教會內的福音事工
- 招待事工
- 敬拜事工

#### 分齡事工
教會為因應會眾需要, 常根據年齡來區分事工。包括主日學、團契和其它活動。包括:
- 褓姆事工，為嬰兒服務。

- 學齡前幼兒

- 兒童事工，國民小學階段。

- 青少年事工。國高中生。

- 青年事工。大專學生和在職青年。

- 成人事工。常會再被區隔出未婚男性、未婚女性、家庭男士、家庭女士等不同事工。

### 對外的福音事工
- 福音電台與電視

- 巡迴電影放映

- 佈道團

## 宣教事工
- 醫療事工
- 表演事工：如劇團，樂團事工。
- 社福事工：從事社會服務工作，如"掃街"，福音戒毒，育幼院，中途之家以及其他慈善工作。

這些宣教事工又可區分為
- 同文化宣教
- 近文化宣教
- 跨文化宣教